# Hadula expressa
Hadula expressa är en fjärilsart som beskrevs av Max Wilhelm Karl Draudt 1934. Hadula expressa ingår i släktet Hadula och familjen nattflyn. Inga underarter finns listade i Catalogue of Life.